# Powiat Minamitsugaru
Powiat Minamitsugaru (jap. 南津軽郡 Minamitsugaru-gun) – powiat w Japonii, w prefekturze Aomori. W 2024 roku liczył 29 137 mieszkańców.

## Miejscowości
- Fujisaki
- Inakadate
- Ōwani